# Ugo Dainelli
Ugo Dainelli (Santa Maria di Empoli, 2 marzo 1849 – Roma, 19 dicembre 1906) è stato un matematico italiano, cultore di meccanica razionale.

## Biografia
Dopo la laurea conseguita a Pisa, ottenne un posto di perfezionamento all'estero. Si trasferì quindi per alcuni periodi a Parigi e a Dresda. Per due anni ebbe l'incarico di assistente di meccanica razionale a Bologna. Cominciò poi ad insegnare negli istituti tecnici di Palermo, Corno e Roma.
Dainelli pubblicò una decina di lavori che trattavano in maggior parte di Meccanica razionale.